# Wapen van Reeuwijk
Het wapen van Reeuwijk werd op 4 november 1871 per Koninklijk Besluit verleend aan de Zuid-Hollandse gemeente Reeuwijk. Na toevoeging van Driebruggen werd het wapen gewijzigd. Het bleef tot 1 januari 2011 in gebruik door de gemeente Reeuwijk. Na de fusie met Bodegraven tot de gemeente Bodegraven-Reeuwijk is het wapen opgegaan in het nieuwe gemeentewapen.

## Blazoenering
De blazoenering voor het eerste wapen van Reeuwijk (4 november 1871) luidde als volgt:
Een horizontaal door midden gedeeld schild, van boven van keel, beladen met een reekop van goud, van onderen van lazuur, beladen met een uil van zilver.
Niet vermeld is dat de ree heraldisch naar links gewend is (omgewend).
De blazoenering voor het tweede wapen van Reeuwijk (7 november 1989) luidde als volgt:
Doorsneden; I in keel een reekop en -hals van goud; II in azuur drie zwemmende woerden van zilver, gebekt van goud. Het schild gedekt met een gouden kroon van drie bladeren en twee parels.
Het schild is gedekt met een markiezenkroon.

## Geschiedenis
Tot 1871 had Reeuwijk geen eigen wapen. Na de fusie met de gemeente Sluipwijk, die wel een eigen wapen had, werd een horizontaal doorsneden wapen verleend dat was samengesteld uit een afbeelding van de kop van een ree boven, met daaronder het oude wapen van Sluipwijk. Daarmee waren beide voormalige gemeenten afgebeeld met sprekende elementen: een ree voor Reeuwijk en een sluipend roofdier voor Sluipwijk.
Na fusie met de gemeente Driebruggen werd het wapen aangepast: de eenden uit het wapen van Waarder, het enige officieel verleende wapen van de gemeenten waaruit Driebruggen is ontstaan, namen plaats van de uil in het nieuwe wapen in. Aanvankelijk werd een uitgebreider wapen voorgesteld met meer verwijzingen naar voorgaande gemeenten, maar de Hoge Raad van Adel vond het ontwerp te ingewikkeld.

## Verwante wapens

Wapen van Sluipwijk
Wapen van Driebruggen

Ter Aar
· Aarlanderveen
· Abbenbroek
· Abtsregt
· Alkemade
· Alphen
· Ameide
· Ammerstol
· Arkel
· Asperen
· Benthuizen
· Bergambacht
· Bergschenhoek
· Berkel en Rodenrijs
· Berkenwoude
· Bernisse
· Biert
· Binnenmaas
· Bleiswijk
· Bleskensgraaf
· Bleskensgraaf en Hofwegen
· Bodegraven
· Boskoop
· Brandwijk
· Brielle
· Broek, Thuil en 't Weegje
· Charlois
· Cillaarshoek
· Cromstrijen
· De Lier
· De Mijl
· Delfshaven
· Den Bommel
· Dirksland
· Driebruggen
· Dubbeldam
· Everdingen
· Geervliet
· Giessen-Nieuwkerk
· Giessenburg
· Giessendam
· Giessenlanden
· Goedereede
· Gouderak
· Goudriaan
· Goudswaard
· Graafstroom
· 's-Gravendeel
· 's-Gravenzande
· Groot-Ammers
· Groote Lindt
· Haastrecht
· Hagestein
· Hardinxveld
· Hazerswoude
· Heenvliet
· Heer Oudelands Ambacht
· Heerjansdam
· Hei- en Boeicop
· Heinenoord
· Hekelingen
· Hekendorp
· Herkingen
· Hillegersberg
· Hellevoetsluis
· Hodenpijl
· Hoek van Holland
· Hof van Delft
· Hoogblokland
· Hoornaar
· IJsselmonde
· Jacobswoude
· Kamerik
· Katendrecht
· Kedichem
· Kethel en Spaland
· Kijfhoek
· Klaaswaal
· Kleine Lindt
· Korendijk
· Koudekerk aan den Rijn
· Kralingen
· Krimpen aan de Lek
· Lange Ruige Weide
· Langerak
· Leerbroek
· Leerdam
· Leidschendam
· Leimuiden
· Lekkerkerk
· Lexmond
· Liemeer
· Loosduinen
· Liesveld
· Maasdam
· Maasland
· Meerkerk
· Melissant
· Middelharnis
· Mijnsheerenland
· Moerkapelle
· Molenaarsgraaf
· Molenwaard
· Monster
· Moordrecht
· Naaldwijk
· Nederlek
· Niemandsvriend
· Nieuw-Beijerland
· Nieuw-Helvoet
· Nieuw-Lekkerland
· Nieuwe-Tonge
· Nieuwenhoorn
· Nieuwerkerk aan den IJssel
· Nieuwland
· Nieuwpoort
· Nieuwveen
· Noordeloos
· Noordwijkerhout
· Nootdorp
· Numansdorp
· Onwaard
· Ooltgensplaat
· Oostflakkee
· Oostvoorne
· Ottoland
· Oud-Alblas
· Oud-Beijerland
· Ouddorp
· Oude-Tonge
· Oudenhoorn
· Ouderkerk
· Ouderkerk aan den IJssel
· Oudewater
· Oudshoorn
· Overschie
· Papekop
· Pernis
· Peursum
· Piershil
· Pijnacker
· Poortugaal
· Puttershoek
· Reeuwijk
· Rhoon
· Rijnsaterwoude
· Rijnsburg
· Rijnwoude
· Rijsoord
· Rockanje
· Roxenisse
· Rozenburg
· Sandelingen-Ambacht
· Sassenheim
· Schelluinen
· Schiebroek
· Schipluiden
· Schoonhoven
· Schoonrewoerd
· Schuddebeurs en Simonshaven
· Sint Anthoniepolder
· Sint Maartensregt
· Sluipwijk
· Sommelsdijk
· Spijkenisse
· Stad aan 't Haringvliet
· Stellendam
· Stolwijk
· Stompwijk
· Stormpolder
· Streefkerk
· Strevelshoek
· Strijen
· Ter Aar
· Tienhoven
· Valkenburg
· Veur
· Vianen
· Vierpolders
· Vlaardingerambacht
· Vliet
· Vlist
· Voorburg
· Voorhout
· Vrijenban
· Waarder
· Warmond
· Wateringen
· Westmaas
· Westvoorne
· Wieldrecht
· Wijngaarden
· Woerden
· Woubrugge
· 't Woudt
· Zederik
· Zegwaart
· Zevenhoven
· Zevenhuizen
· Zevenhuizen-Moerkapelle
· Zouteveen
· Zuid-Beijerland
· Zuidbroek
· Zuidland
· Zwammerdam
· Zwartewaal

Heerlijkheidswapens:
ter Aa
· Albrandswaard
· Biesland
· Cromstrijen
· Duivenvoorde
· 's-Gravenambacht
· Hoog- en Wout-Harnas
· Langerak bezuiden de Lek
· Lek en Stormpolder
· Nederslingeland
· West-Nieuwland
· Oosterwijk
· Spieringshoek
· Vliet
· Voshol
· Vrijenban
· Vrijenhoeve
· Wieldrecht